# 霞拔乡
霞拔乡是中华人民共和国福建省福州市永泰县下辖的一个乡。

## 行政区划
霞拔乡共辖11个行政村：
霞拔村、长中村、上和村、锦安村、后官村、富洋村、福长村、仁里村、南坑村、下园村和南坪村。